# Agostino Richelmy

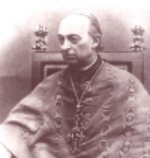
Agostino kardinaal Richelmy

Wapen

Agostino Richelmy (Turijn, 29 november 1850 – aldaar, 10 augustus 1923) was een Italiaans geestelijke en kardinaal van de Katholieke Kerk.
Richelmy ontving het Heilig Vormsel in 1857 en sloot zich in 1866 aan bij de Roodhemden van Giuseppe Garibaldi om mee te vechten in de Pruisisch-Oostenrijkse Oorlog. Hij studeerde vervolgens aan het seminarie van Turijn, alwaar hij in 1876 promoveerde in de theologie. Hij was al in 1873 priester gewijd en doceerde vervolgens aan het seminarie en werd kanunnik van het kapittel van de Kathedraal van Johannes de Doper in Turijn.
Op 7 juni 1886 benoemde paus Leo XIII hem tot bisschop van Ivrea. Op 18 september 1897 volgde zijn benoeming tot aartsbisschop van Turijn. Tijdens het consistorie van 18 juni 1899 werd hij kardinaal gecreëerd. Hij kreeg in eerste instantie de Sant'Eusebio als titelkerk. In 1911 werd dat de Santa Maria in Via. Kardinaal Richelmy nam deel aan het conclaaf van 1903 dat leidde tot de verkiezing van Giuseppe Sarto tot paus Pius X en aan het conclaaf van 1914 waarbij paus Benedictus XV werd gekozen. Tijdens het conclaaf van 1922 was hij aanwezig bij de verkiezing van paus Pius XI.
Tijdens de Eerste Wereldoorlog was Richelmy actief betrokken bij de werving van aalmoezeniers. 
- Biblioteca Nacional de España: XX6476218
- Gemeinsame Normdatei: 119419768X
- International Standard Name Identifier: 0000 0000 6248 0944
- Istituto Centrale per il Catalogo Unico: CFIV010202
- Virtual International Authority File: 89394322
- WorldCat: E39PBJptYfmK3k6X9bWycBBkjC